# Palmarola
Palmarola er den næststørste ø i øgruppen Pontinske øer, der er beliggende i det Tyrrhenske hav mellem Rom og Napoli. Øen har et areal på 1,36 km², og der er ingen helårsbeboelse på den. Den kan besøges på guidede ture fra naboøen Ponza.
Øen er bjergrig, og det højeste punkt er Monte Guarniere, 249 m.o.h. Midt på øens vestlige side er der en lille naturlig havn, hvor der også er sandstrand og enkelte bygninger, og hvor der om sommeren er en lille restaurant.
Pave Silverius døde på øen i 537, hvortil han var blevet forvist som følge af uenigheder i kirken om forholdet til den byzantinske kejser i Konstantinopel.
40°56′0″N 12°51′30″Ø / 40.93333°N 12.85833°Ø